# Csikia manipurensis
Csikia manipurensis là một loài bọ cánh cứng trong họ Elateridae. Loài này được Schimmel & Platia miêu tả khoa học năm 1992.